# Ricardo Brennand
Ricardo Coimbra de Almeida Brennand (Cabo de Santo Agostinho, 27 de maio de 1927 — Recife, 25 de abril de 2020) foi um empresário, engenheiro e colecionador de arte brasileiro, fundador do Instituto Ricardo Brennand, cujo acervo inclui a maior coleção particular de pinturas de Frans Post no mundo.

## Biografia
Filho de Antônio Luiz de Almeida Brennand e Dulce Padilha Coimbra, Ricardo nasceu em 27 de maio de 1927, no Cabo de Santo Agostinho.  Formou-se em engenharia civil e mecânica pela Universidade Federal de Pernambuco (1949). 
Durante muitos anos, Ricardo Brennand dedicou-se aos negócios da sua família — fabricação de vidro, aço, cerâmica, cimento, porcelana e açúcar. Grande apreciador de artes, que costumava dizer que ganhou o gosto por colecionar ao ganhar um canivete do pai ainda na infância , durante constantes viagens, principalmente para a Europa e Ásia, comprou diversas obras. Em 1999, Ricardo Brennand vendeu as fábricas de cimento ao grupo português Cimpor por 590 milhões de dólares e, com parte desses recursos, passou a projetar o Instituto Ricardo Brennand (IRB), um espaço cultural sem fins lucrativos, inaugurado no segundo semestre de 2002. O espaço era um homenagem ao tio homônimo, grande incentivador das artes na família. 
O Instituto, reconhecido mundialmente, foi criado nas terras do antigo Engenho São João, no bairro da Várzea, na Zona Oeste do Recife. Com uma área de 180 mil metros quadrados, recortados por jardins, lagos, obras de arte e um castelo medieval, o complexo cultural reúne um amplo acervo de história e de arte, incluindo mais de 5 mil armas brancas, assim como espadas, armaduras, miniaturas, canhões, chaves, relógios e armas modernas automáticas . O acervo do Instituto também inclui objetos históricos e artísticos de diversas procedências, abrangendo o período que vai da Baixa Idade Média ao século XXI, destacando-se a documentação histórica e iconográfica relacionada ao período colonial e ao Brasil Holandês, que inclui uma importante coleção de pinturas do artista neerlandês Frans Post (1612–1680) , um dos integrantes da comitiva do conde Maurício de Nassau — que administrou a colônia de Nova Holanda em Pernambuco. 
Em 2017, o empresário recebeu a Medalha do Mérito Capibaribe, a mais alta honraria concedida pela prefeitura da capital pernambucana. 
Foi casado com Graça Maria Monteiro Brennand, com quem teve oito filhos. Para a esposa, construiu a Igreja de Nossa Senhora das Graças, em estilo gótico, no Recife . Era primo do ceramista Francisco Brennand. 
Morreu em 25 de abril de 2020, aos 92 anos de idade, no Real Hospital Português no Recife, em decorrência da COVID-19. Após a sua morte, notórias figuras públicas do Estado de Pernambuco divulgaram notas de pesar e em reconhecimento à sua contribuição para o desenvolvimento social e cultural do Estado, incluindo o governador de Pernambuco e os prefeitos dos municípios de Recife, Olinda e Jaboatão dos Guararapes. O prefeito do Recife, Geraldo Julio, decretou luto de três dias pela morte de Ricardo Brennand. 